# Kynžvartský kámen
Kynžvartský kámen je přírodní památka v okrese Cheb ležící na katastrálním území Lázní Kynžvart, asi jeden kilometr jižně od okraje města. Jako chráněný přírodní výtvor byl poprvé zařazen do seznamu chráněných území vyhláškou ONV Cheb v roce 1990. Chráněné území je v péči AOPK ČR – Správy CHKO Slavkovský les.

## Charakteristika
Jedná se o asi 6 metrů vysoký osamělý žulový balvan přibližně homolového tvaru s dobře vyvinutými pseudoškrapy. Stojí osaměle ve vzrostlém lese; nejlépe je přístupný ze žluté turistické značky spojující Starou Vodu a Lázně Kynžvart. Za přírodní památku byl vyhlášen v roce 1997.

Na rozdíl od škrapů, žlábkovitých útvarů, typických pro vápencové či dolomitové krasové oblasti, vzniklých kombinací chemických a mechanických dějů, vděčí pseudoškrapy na Kynžvartském kamenu za svůj původ kaolinickému zvětrávání žul. V mírně kyselých půdách, kde podzemní vody obsahují rozpuštěnou kyselinu uhličitou a huminové kyseliny, dochází k transformaci živců na jílový minerál kaolinit. Uvolněná, nadbytečná kyselina křemičitá vzlíná nahoru, až postupně vytvoří tvrdou křemennou krustu a jejím následným rozpouštěním vznikly psedoškrapy. 

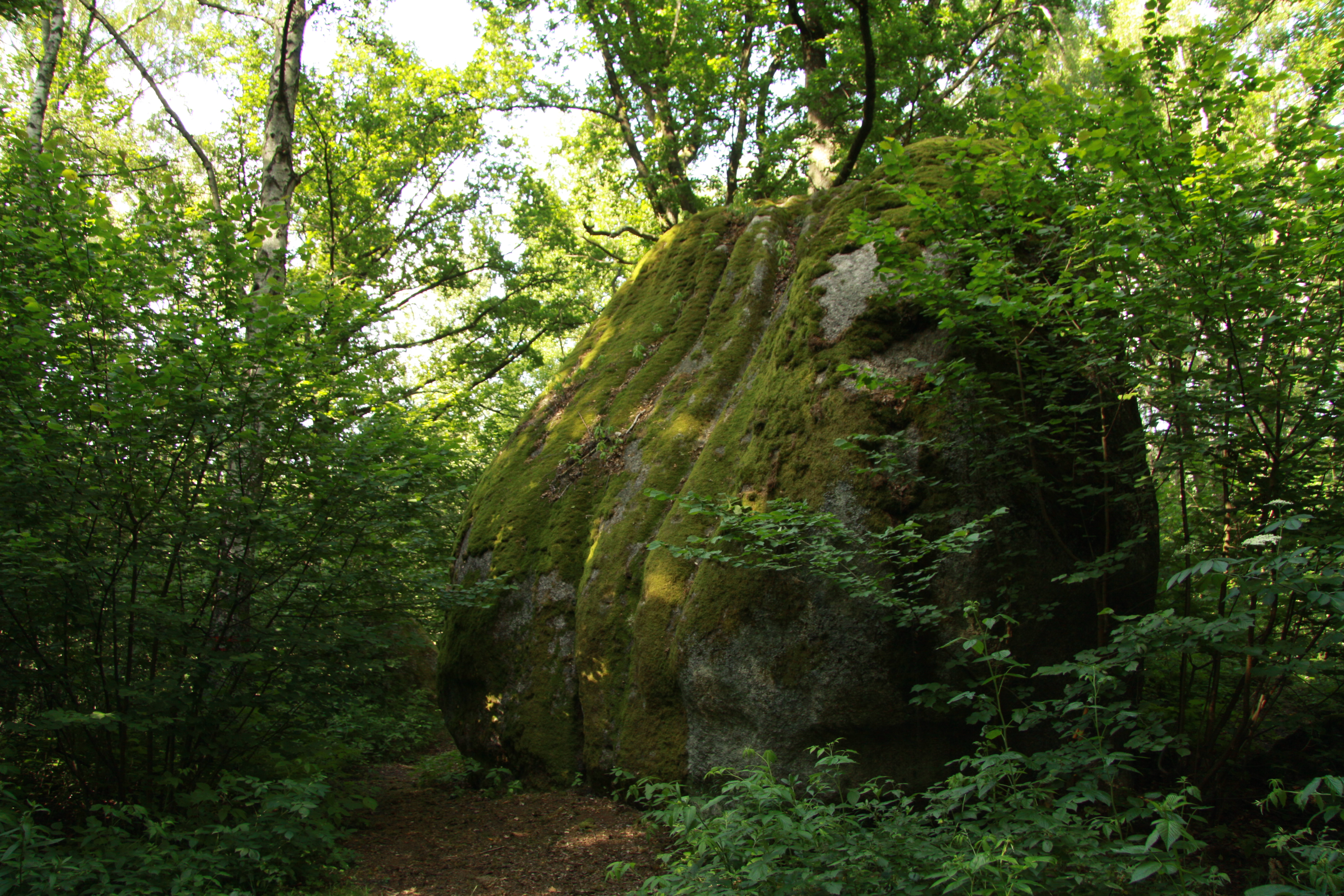
Okolí Kynžvartského kamene zarostlé křovinami (snímek z roku 2012)

Základna nasvědčuje tomu, že žulový balvan přečkal poslední dobu ledovou na povrchu, kde byl vystaven větrnému obrušování. 
Samotný kámen je porostlý mechorosty (Brachythecium) a lišejníky, zejména druhem terčovka skalní (Parmelia saxatilis). 
Kynžvartský kámen není jediným žulovým balvanem v této lokalitě. V blízkém okolí se nachází několik podobných žulových bloků. Nejznámější jsou asi 100 metrů severně čtyři velké oblé kameny u žlutě značené turistické stezky, z nichž jeden má na temeni skalní mísu (tzv. Medvědí kameny).

## Přístup
Kynžvartský kámen se nachází na severním břehu Pastevního rybníka, jen asi 600 metrů od nádraží Lázně Kynžvart na železniční trati č. 178. Kolem lokality vede žlutě značená turistická cesta a cyklostezka č. 2253.